# Prisão de Aiud
A prisão de Aiud é um complexo prisional localizado na cidade de Aiud na região central da Transilvânia, na Romênia.
É uma prisão histórica ao longo dos séculos e conhecida pelo tratamento brutal aos presos políticos, especialmente durante a Segunda Guerra Mundial sob o governo do ditador militar Ion Antonescu, e posteriormente sob o regime comunista no país.